# Adolf IV van Nassau-Idstein
Adolf IV van Nassau-Idstein (1518 – Idstein, 5 januari 1556) was graaf van Nassau-Idstein, een deel van het graafschap Nassau. Hij stamt uit de Walramse Linie van het Huis Nassau.

## Biografie
Adolf was de tweede zoon van graaf Filips I ‘der Altherr’ van Nassau-Wiesbaden en Adriana van Glymes, de oudste dochter van Jan III van Glymes, heer van Bergen op Zoom en Adriana van Brimeu.
In 1554 verdeelde Filips ‘der Altherr’ zijn bezittingen tussen zijn twee oudste zoons. Filips II ‘der Jungherr’ werd graaf van Nassau-Wiesbaden, en Adolf werd graaf van Nassau-Idstein. Adolf overleed reeds op 5 januari 1556, zijn broer Filips was zijn erfgenaam. Adolf werd begraven in de Uniekerk te Idstein.

## Huwelijk en kinderen
Adolf huwde op 19 april 1543 met Françoise van Luxemburg-Ligny († 17 juni 1566), dochter van Karel I van Luxemburg-Ligny, graaf van Brienne, Ligny en Roussy en Charlotte d'Estouteville. Françoise was weduwe van markgraaf Bernhard III van Baden-Baden en erfdochter van het graafschap Roussy. Ze werd begraven in Marienthal.

Uit het huwelijk van Adolf en Françoise werden de volgende kinderen geboren:
1. Anna Amalia (1544 – Dillenburg, 1559).
2. Magdalena (1546 – Virneburg, 16 april 1604[1][7]), was erfdochter van het graafschap Roussy via haar moeder. Ze huwde op 9 september 1566 met graaf Joachim van Manderscheid († 9 september 1582).
3. Elisabeth (jong overleden).

## Voorouders
| Voorouders van Adolf IV van Nassau-Idstein | Voorouders van Adolf IV van Nassau-Idstein                                                     | Voorouders van Adolf IV van Nassau-Idstein                                                     | Voorouders van Adolf IV van Nassau-Idstein                                                     | Voorouders van Adolf IV van Nassau-Idstein                                                     | Voorouders van Adolf IV van Nassau-Idstein                                      | Voorouders van Adolf IV van Nassau-Idstein                                      | Voorouders van Adolf IV van Nassau-Idstein                                      | Voorouders van Adolf IV van Nassau-Idstein                                      |
| ------------------------------------------ | ---------------------------------------------------------------------------------------------- | ---------------------------------------------------------------------------------------------- | ---------------------------------------------------------------------------------------------- | ---------------------------------------------------------------------------------------------- | ------------------------------------------------------------------------------- | ------------------------------------------------------------------------------- | ------------------------------------------------------------------------------- | ------------------------------------------------------------------------------- |
| Betovergrootouders                         | Adolf II van Nassau-Wiesbaden-Idstein (1386–1426) ⚭ 1418 Margaretha van Baden (1404–1442)      | Engelbrecht I van Nassau-Siegen (ca. 1370–1442) ⚭ 1403 Johanna van Polanen (1392–1445)         | Reinhard II van Hanau (?–1451) ⚭ 1407 Catharina van Nassau-Beilstein (?–1459)                  | Lodewijk V van Lichtenberg (1417–1471) ⚭ 1441 Elisabeth van Hohenlohe-Weikersheim (?–1488)     | Jan I van Glymes (?–1427) ⚭ 1418 Johanna van Boutersem (?–1440)                 | Gauthier van Rouvroy (?–1458) ⚭ 1422 Maria van Commercy (?–na 1449)             | Jan II van Brimeu (?–1441) ⚭ 1432 Maria van Mailly (?–1470)                     | Jacob van Rambures (?–?) ⚭ Maria van Berghes-Saint-Winock (?–?)                 |
| Overgrootouders                            | Johan van Nassau-Wiesbaden-Idstein (1419–1480) ⚭ 1437 Maria van Nassau-Siegen (1418–1472)      | Johan van Nassau-Wiesbaden-Idstein (1419–1480) ⚭ 1437 Maria van Nassau-Siegen (1418–1472)      | Filips I van Hanau-Lichtenberg (1417–1480) ⚭ 1458 Anna van Lichtenberg (1442–1474)             | Filips I van Hanau-Lichtenberg (1417–1480) ⚭ 1458 Anna van Lichtenberg (1442–1474)             | Jan II van Glymes (?–1494) ⚭ Margaretha van Rouvroy (?–?)                       | Jan II van Glymes (?–1494) ⚭ Margaretha van Rouvroy (?–?)                       | Gwijde van Brimeu (1433–1477) ⚭ 1463 Antoinette van Rambures (?–1517)           | Gwijde van Brimeu (1433–1477) ⚭ 1463 Antoinette van Rambures (?–1517)           |
| Grootouders                                | Adolf III van Nassau-Wiesbaden (1443–1511) ⚭ 1484 Margaretha van Hanau-Lichtenberg (1463–1504) | Adolf III van Nassau-Wiesbaden (1443–1511) ⚭ 1484 Margaretha van Hanau-Lichtenberg (1463–1504) | Adolf III van Nassau-Wiesbaden (1443–1511) ⚭ 1484 Margaretha van Hanau-Lichtenberg (1463–1504) | Adolf III van Nassau-Wiesbaden (1443–1511) ⚭ 1484 Margaretha van Hanau-Lichtenberg (1463–1504) | Jan III van Glymes (?–1531) ⚭ 1487 Adriana van Brimeu (?–?)                     | Jan III van Glymes (?–1531) ⚭ 1487 Adriana van Brimeu (?–?)                     | Jan III van Glymes (?–1531) ⚭ 1487 Adriana van Brimeu (?–?)                     | Jan III van Glymes (?–1531) ⚭ 1487 Adriana van Brimeu (?–?)                     |
| Ouders                                     | Filips I van Nassau-Wiesbaden (1492–1558) ⚭ 1514 Adriana van Glymes (1495–1524)                | Filips I van Nassau-Wiesbaden (1492–1558) ⚭ 1514 Adriana van Glymes (1495–1524)                | Filips I van Nassau-Wiesbaden (1492–1558) ⚭ 1514 Adriana van Glymes (1495–1524)                | Filips I van Nassau-Wiesbaden (1492–1558) ⚭ 1514 Adriana van Glymes (1495–1524)                | Filips I van Nassau-Wiesbaden (1492–1558) ⚭ 1514 Adriana van Glymes (1495–1524) | Filips I van Nassau-Wiesbaden (1492–1558) ⚭ 1514 Adriana van Glymes (1495–1524) | Filips I van Nassau-Wiesbaden (1492–1558) ⚭ 1514 Adriana van Glymes (1495–1524) | Filips I van Nassau-Wiesbaden (1492–1558) ⚭ 1514 Adriana van Glymes (1495–1524) |